# Ch'angdo-gun
Ch'angdo-gun (koreanska: 창도군, 창도) är en kommun i Nordkorea.   Den ligger i provinsen Kangwŏn-do, i den södra delen av landet, 190 km öster om huvudstaden Pyongyang.